# Memmo Agazzari
Guglielmo Agazzari detto Memmo (... – Siena, 4 ottobre 1452) è stato un vescovo cattolico italiano.

## Biografia
Nobile della famiglia senese degli Agazzari e noto comunemente come Memmo, fu dottore di diritto canonico a Siena. Scrive il Pecci che l'Agazzari fu «celebre canonista, riputato non solamente nella propria patria, ma nella curia romana ancora, dove, con diversi ecclesiastici impieghi, era stato promosso a alcuni gradi». Il 30 luglio 1445 venne nominato vescovo di Grosseto da papa Eugenio IV.
Morì a Siena il 4 ottobre 1452, e gli succedette due giorni dopo il cugino Giovanni Agazzari.